# Karl Fuchs
Karl Fuchs (ur. 11 września 1920 w Empertsreut w gminie Perlesreut, zm. 31 marca 1989 w Pasawie) – niemiecki polityk, nauczyciel i samorządowiec, deputowany Bundestagu, poseł do Parlamentu Europejskiego.

## Życiorys
W 1939 zdał maturę w gimnazjum humanistycznym w Pasawie, po czym do 1943 służył w Wehrmachcie. Następnie studiował germanistykę, historię, łacinę i starożytną grekę na uczelniach w Monachium, Wiedniu i Erlangen, w 1949 obronił doktorat. W 1948 i 1949 zdał państwowe egzaminy nauczycielskie I i II stopnia. Pracował następnie przez wiele lat jako nauczyciel w gimnazjach w Weiden i Pasawie. Zasiadał w diecezjalnych władzach Akcji Katolickiej.
W 1960 zaangażował się w działalność Unii Chrześcijańsko-Społeczna w Bawarii, należał do jej lokalnych władz. Był członkiem rady pasawskiej dzielnicy Grubweg (1960–1972), rady powiatu Pasawa (1966–1972), rady miejskiej Pasawy (1972–1974) oraz landtagu Bawarii (1966–1969). W latach 1969–1980 zasiadał w Bundestagu VI, VII i VIII kadencji. Od 1977 był posłem do Parlamentu Europejskiego, w 1979 wybrano go w wyborach powszechnych. Przystąpił do Europejskiej Partii Ludowej, należał m.in. do Komisji ds. Energii i Badań Naukowych.

## Życie prywatne
Z wyznania katolik. Był żonaty, miał troje dzieci.

## Odznaczenia
Wyróżniono go m.in. trzykrotnie Orderem Zasługi Republiki Federalnej Niemiec (1973, 1980, 1984), a także Orderem Bawarskim Zasługi oraz Orderem Świętego Sylwestra.